# Irish Citizen Army

Starry Plough Flag

Die Irish Citizen Army (ICA – Irische Bürgerarmee, irisch Arm Cathartha na hÉireann) war eine kleine Gruppe Freiwilliger in Dublin zum Schutz der Rechte der Arbeiter. Die ICA wurde 1913 während des Generalstreiks in Dublin (auch Dublin Lockout genannt) der Irish Transport and General Workers’ Union (Irische Transport- und allgemeine Gewerkschaft) gegründet. Durch den Streik versuchten die Arbeiter, die Gewerkschaft, die von James Larkin ins Leben gerufen wurde, zu etablieren. Der Streik begann, als der Arbeitgeber William Martin Murphy 1913 einige Gewerkschaftsmitglieder von der Arbeit aussperrte. Am Ende befanden sich 400 Angestellte und 25.000 Arbeiter im Streik, der zu einem sechsmonatigen ökonomischen Stillstand in fast ganz Dublin führte. Am Ende kehrten die Arbeiter, von Hunger gezeichnet, geschlagen an ihren Arbeitsplatz zurück.
Diese Niederlage und die barsche Behandlung der Streikenden durch die Dublin Metropolitan Police führte James Connolly und andere zu der Ansicht, dass es notwendig sei, die Arbeiter zur Verteidigung zu organisieren. Die Gründer der Armee waren Jack White (ein ehemaliger Captain der British Army), James Larkin (ein Führer der Arbeiter) und der Sozialist James Connolly. Weitere aktive Mitglieder waren Sean O’Casey, Countess Markievicz und Michael Mallin.
Captain Jack White war verantwortlich für das Training der Armee. Diese Gruppe war eine der ersten, der sowohl Männer als auch Frauen beitreten konnten – jeder wurde in der Handhabung mit Waffen ausgebildet. Die ICA hatte ihre Standorte rund um die Liberty Hall.
Der ICA gehörten niemals mehr als 250 Mitglieder an. Am Montag, dem 24. April 1916, marschierten während des Osteraufstands lediglich 220 Leute an der Seite der viel größeren Gruppe der Irish Volunteers. Sie halfen, das Hauptpostamt in Dublin an der O’Connell Street (damals noch Sackville Street) zu übernehmen. Connolly wurde einige Wochen später von der britischen Armee hingerichtet. Die übrig gebliebenen Mitglieder der ICA verschmolzen 1919 mit den Irish Volunteers, um die IRA zu gründen.
Die Uniformen der Irish Citizen Army war dunkelgrün mit einem schräg sitzenden Hut. Da viele Mitglieder sich keine Uniform leisten konnten, trugen diese ein blaues Armband – im Gegensatz zum roten Band der Offiziere.
Auf dem grünen Banner der ICA war ein Pflug mit den Sternen der Ursa Maior („The Plough and Stars“, „the Starry Plough“) abgebildet. Diese Flagge wurde 1916 beim Osteraufstand gehisst. In den 1930er Jahren änderte sich die Flagge zu weißen Sternen auf blauem Grund.